# 卜利达省
卜利达省是阿尔及利亚北部的一个省，首府卜利达是该国第六大城市。卜利达省位于地中海沿海，面积细小。